# Агает
Агает — відомий із переказу цар скіфів, що надав грекам територію для будівництва Пантікапея.
Про царя скіфів Агаета відомо з праці Стефана Візантійського, який використовував роботу невідомого автора, який записав старовинний переказ. За цим повідомленням, Агает надав місце для будівництва майбутньої столиці Боспорського царства Пантікапея сину колхідського царя Аета. За зауваженням Сергія Саприкіна, попри міфологічний характер історії, вона свідчить про укладання мілетянами, що прибули, угоди з місцевими варварськими племенами. За іншою версією, переданою Страбоном, греки зуміли силою витіснити скіфів з території, що їм сподобалася. На думку вивчив письмову традицію та археологічні матеріали Юрія Виноградова, до якого приєднався Євгеній Молєв, варіант ненасильницького поселення колоністів, за мовчазною згодою господарів або на певних договірних засадах, є кращим. До того ж сам Страбон в іншому місці своєї Географії повідомляє про данину, яку Боспор виплачував варварам.